# 皮斯蒂山
14°19′45″S 73°04′50″W / 14.32917°S 73.08056°W
|
皮斯蒂山（Pisti），'是秘魯的山峰，位於該國南部阿普里馬克大區，由安塔班巴省和艾馬賴斯省負責管轄，屬於安地斯山脈的一部分，海拔高度5,100米。